# Бривьо
Бривьо (итал. Brivio) — коммуна в Италии, располагается в области Ломбардия, подчиняется административному центру Лекко.
Население коммуны составляет 4115 человек, плотность населения составляет 588 чел./км². Занимает площадь 7 км². Почтовый индекс — 23883. Телефонный код — 039.
Покровителями коммуны почитаются Пресвятая Богородица, празднование в третье воскресение сентября, а также святые мученики Сисинний, Мартирий и Александр.
В Бривьо большую часть своей юности прожил  Риккардо Бальзамо-Кривелли, итальянский поэт-эпик.